# منتخب الهند لكرة اليد للسيدات
منتخب الهند لكرة اليد للسيدات هو الممثل الرسمي لدولة الهند في رياضة كرة اليد. شارك في بطولة آسيا لكرة اليد للسيدات 5 مرات وكانت المشاركة الأولى في سنة 1993، كان أفضل مركز له فيها هو السادس.